# Frederick Brotherton Meyer
Pour les articles homonymes, voir Brotherton (homonymie) et Meyer.
Frederick Brotherton Meyer (8 avril 1847 - 28 mars 1929), souvent abrégé en F.B. Meyer, contemporain et ami de Dwight L. Moody, était un pasteur chrétien baptiste britannique et un prédicateur engagé dans la mission intérieure et le travail social en Grande-Bretagne et aux États-Unis. Auteur de nombreux articles et ouvrages religieux dont certains sont encore réimprimés aujourd’hui, il peut être considéré comme le fondateur de la première « méga-church » (Melbourne Hall à Leicester). F. B. Meyer faisait partie du Mouvement pour une vie supérieure (Higher Life movement), expression du mouvement de sanctification, et prêchait souvent à la Convention de Keswick. Éloquent avocat de la moralisation de la vie, prêchant contre l’alcoolisme et la prostitution, il est réputé avoir causé la fermeture de centaines de bars et de maisons de passe. Il a aussi voyagé à travers le monde, adressant aux populations non-chrétiennes une prédication étonnamment inclusive.

## Biographie

### Formation et premiers engagements
Frederick Meyer est né à Londres le 8 avril 1847. Il étudie à Brighton College et obtient un diplôme de l’Université de Londres en 1869, ayant étudié la théologie au Collège Regent's Park.
Dans les années 1870, à York, il rencontre l’évangéliste américain Dwight Moody qui devient un de ses amis fidèles. Il lui donne accès aux églises anglaises et est invité en retour à venir prêcher aux États-Unis où il fait de nombreux voyages d’évangélisation. Il fait également de nombreux voyages en Europe et en Asie, notamment entre 1907 et 1910 pour diffuser largement le message de la Convention de Keswick

### Famille
Le 20 février 1871, F. B. Meyer épouse Jane Eliza Jones (dite Jeannie), originaire de Birkenhead et de quelques mois son aînée, qu’il a connue lors de son ministère à Liverpool. Le 14 janvier 1872 nait leur seul enfant, Gertrude Hilda, couramment appelée Hilda.
F. B. Meyer s’investit si passionnément dans son ministère qu’il est assez distant de sa famille et ne leur légue aucune fortune à son décès.

### Carrière pastorale
La carrière pastorale de F.B. Meyer inclut 6 paroisses, dont toutes ne sont pas baptistes :
- Pembroke Baptist Chapel, Liverpool (1870-1872)
- Priory Street Baptist Church, York (1872-1874)
- Victoria Road Church, Leicester (1874–1878),
- Melbourne Hall, Leicester (1878/80-1888) - paroisse dont il est le fondateur,
- Regent's Park Chapel, Londres (1888–1892) et (1909–1915),
- Christ Church à Lambeth, Londres (1892–1909) et (1915–1921).

C’est dans cette dernière paroisse et à Melbourne Hall, qu’il a été le plus libre d’appliquer son approche personnelle (voir ci-après).

### Derniers jours
Tout en travaillant comme pasteur de son église, Frederick Meyer conserve jusqu’à la fin l’habitude de faire des voyages d’évangélisation à travers le monde (ses destinations comprenant l’Afrique du Sud, l’Asie, les États-Unis et le Canada), son dernier grand voyage, à l’âge de 80 ans, le conduit en en Amérique du Nord.
Quelques jours avant sa mort, il écrit ce qui suit à l’un de ses amis :
« Je viens d'apprendre, à ma grande surprise, que je n'ai que quelques jours à vivre. Il se peut que, avant que cette lettre vous arrive, je sois entré dans le palais. Ne vous inquiétez pas de m’écrire. Nous nous retrouverons dans la matinée. »
Il décéde le 28 mars 1929.

## Œuvres
Le travail pastoral de F.B. Meyer fut extrêmement novateur et connut de grandes réussites notamment la fondation et le développent de la paroisse à la fois missionnaire et « mega-church » de Melbourne Hall à Leicester et le développement de la paroisse de Christ Church à Lambeth (Londres). Mais il se fit connaître également et exerça une influence vaste et durable sur le christianisme évangélique par ses nombreux écrits.

### Melbourne Hall
Melbourne Hall a été décrit comme le monument durable de F. B. Meyer ; il a été lancé en 1878 comme une "Église du Christ" avec un petit groupe de croyants qui ont levé des fonds, construit et ouvert les locaux en 1880, comme une toute nouvelle entreprise indépendante, destinée à évangéliser les personnes se trouvant à l'extérieur du christianisme et conçue comme une mission locale, dont tous les membres seraient des « travailleurs » actif dans la communauté locale. Il a donc été décidé de ne pas nommer le bâtiment «chapelle» ou «église», ni «tabernacle», ni même le vieux terme anticonformisme de « maison de réunion », mais simplement une «salle» (hall).
Ce centre missionnaire établi par F.B. Meyer suscita un grand intérêt, attirant des visiteurs de marque tels que Hudson Taylor ainsi que des personnes de la proche région. Attirant toutes sortes de personnes, Melbourne Hall devint un centre très fréquenté, pratiquant un accueil chaleureux, et un lieu de pèlerinage exerçant une influence évangélique et missionnaire à Leicester et bien au-delà. Sa taille la fit comparer à la première « mega-church ». Sa cérémonie d'adieu en 1888 fut présidée par le maire de Leicester. En effet, une fois cette paroisse révolutionnaire mise en route, F.B. Meyer décida de partir vers d'autres défis à Londres (Regent's Park Chapel et Christ Church). Melbourne Hall se définit aujourd’hui comme une église évangélique indépendante (Independent Evangelical Free Church).

### Christ Church
En 1892, le pasteur Christopher Newman Hall (en), qui devait prendre sa retraite, invita F.B. Meyer à quitter sa paroisse baptiste de Regent’s Park Chapel et son très prospère district du centre de Londres, pour lui succéder à la tête de la paroisse de Christ Church, Lambeth (en), une paroisse indépendante non confessionnelle, où de nombreuses sociétés de bienfaisance et services sociaux fonctionnaient au profit de la classe ouvrière et de la population des bidonvilles qui constituaient l’essentiel du quartier de Lambeth. Après mûre réflexion, et l’obtention par la négociation de l’installation d'un baptistère permettant le baptême des adultes, il a accepta cet appel, et entra en fonction en septembre 1892.
La même année, le pasteur Charles Spurgeon mourut, conduisant à des divisions au sein de la grande église baptiste voisine, du Tabernacle métropolitain. F.B. Meyer accueillit un nombre considérable d’anciens membres du Tabernacle métropolitain au sein de Christ Church. Frederick Meyer y est resté jusqu'en 1902, quand on a demandé au pasteur presbytérien américain Arthur Tappan Pierson, qui avait aussi remplacé Charles Spurgeon en son temps, de le suppléer dans ses fonctions pendant deux périodes prolongées de voyages à l'étranger. À son retour, Meyer a repris comme pasteur de Christ Church jusqu'en 1909. En septembre de cette année, il retourna à Regent’s Park Chapel pour près de 6 ans, pour revenir ensuite à Christ Church dont il fut le seul pasteur de mai 1915 jusqu'à sa retraite en 1921.
L’immense église du XIXe siècle a été rebâtie plus petite après sa destruction dans les bombardements de la Deuxième guerre mondiale. Elle poursuit sa carrière de paroisse congrégationaliste

### Ses écrits
F. B. Meyer a écrit plus de 75 livres, y compris des biographies chrétiennes et des commentaires de dévotion sur le Bible. Ceux-ci ont eu une énorme diffusion et certains titres sont toujours réimprimés à ce jour. Parmi ceux-ci :
- The Way Into the Holiest: Expositions on the Epistle to the Hebrews, 1893 Texte en ligne (en anglais)
- The Secret of Guidance Texte en ligne (en anglais)
- Our Daily Homily Texte en ligne (en anglais)
- Christian Living Texte en ligne (en anglais)

## Théologie et convictions

### Influences formatrices œcuméniques
F. B. Meyer, né dans un foyer congrégationnaliste venu au baptisme, fut influencé par sa grand-mère quaker, Anne Sturt, qui avait accompagné Elizabeth Fry dans ses visites aux détenus de la prison de Newgate. F.B. Meyer et surtout amené à adhérer aux idées du Mouvement pour une vie supérieure (Higher Life movement), développées notamment à la convention annuelle de Keswick par deux quakers Robert Pearsall Smith (en) et son épouse Hannah Whitall Smith. Cette dernière l’influença particulièrement fortement et lui fit adopter les vues issues du mouvement de la perfection chrétienne, lui-même issu du méthodisme. Il se retrouve à son aise dans le milieu de la Convention de Keswick à la fois pétri d’ardeur évangélique et d’un œcuménisme très large, particulièrement peu attentif aux questions doctrinales ou ecclésiales.

### Un baptiste hétérodoxe
Bien que F.B. Meyer ait personnellement adhéré au baptême par immersion des adultes, il était très souple sur la doctrine et de la pratique baptiste historique. Il était « moins théologique et didactique » que les autres orateurs de la Convention de Keswick pourtant déjà extrêmement peu dogmatiques Son «approche relativement non-dogmatique fut d'une importance cruciale» pour sa diffusion de la doctrine Keswick dans le monde entier.
F. B. Meyer défendait une compréhension du baptême de l'Esprit en tant que deuxième bénédiction post-conversion proche des vues de William Boardman au lieu d'approuver la conception traditionnelle baptiste du baptême de l'Esprit. Il a aussi soutenu que l’effet du baptême d’un adulte n’était pas d’intégrer le croyant à l'église qui avait pratiqué le sacrement, mais simplement une affaire personnelle entre le croyant de Dieu. Pour lui, on pouvait être baptisé par immersion et rester membre d'une organisation religieuse pédobaptiste.
Mieux encore, F. B. Meyer fut le pasteur d’une paroisse essentiellement pédobaptiste, la paroisse congrégationnaliste de Christ Church à Lambeth, pour son poste pastoral de loin le plus long, qui fut à la fois son dernier poste - et Christ Church fut le lieu de son enterrement. Il est vrai qu'il avait exigé l'installation d'un baptistère pour adultes pour, au moins, donner le choix... Pour justifier cette décision étonnante, Meyer écrivit: «Je suis moins dénominationaliste que jamais... Je peux mieux servir ma génération à partir d'un point de vue non-dénominationnel." Ses paroissiens baptistes exprimèrent "regret et consternation" lorsqu’ils découvrirent le projet de F. B. Meyer.

### Précurseur du Pentecôtisme
En cohérence avec son adhésion aux idées de la Convention de Keswick, F.B. Meyer a également encouragé les prémices du pentecôtisme. « Dans les années 1890, F.B. Meyer assurait fréquemment son auditoire à Keswick qu'ils pouvaient recevoir « un puissant baptême du Saint-Esprit » comme « une autre Pentecôte ». Ce fut une perspective qui a contribué à mettre l'accent sur le baptême de l'Esprit qu’on retrouve dans le pentecôtisme au XXe siècle. Meyer incarne une puissance spirituelle qui était "littéralement pentecôtiste". Son adhésion au pentecôtisme naissant doit peut-être quelque chose à ses propres expériences de Pentecôte ; il a par exemple raconté une vision dans laquelle il engageait une conversation avec le Christ et une autre, où des anges aménageaient "une nouvelle route, le long de la berge d’une rivière" pour accueillir les "arrivées si nombreuses ces derniers temps, "et où Meyer et son médecin avaient leurs demeures le long de cette nouvelle route.
Il a été clairement un précurseur du pentecôtisme par son enseignement, soutenant que Jésus-Christ lui-même avait dû recevoir une onction ou une deuxième bénédiction post-conversion avant de pouvoir faire le travail de Dieu.
Dans ses voyages internationaux, Meyer faisait "explicitement le lien entre le Réveil issu du mouvement de sanctification et le pentecôtisme », comme il a conduit les gens à « revendiquer la promesse et la puissance de la Pentecôte » et a rapporté que « les baptistes parlaient en langues et chassaient les démons ». Meyer a contribué à la fondation de la Convention de Keswick galloise à Llandrindod Wells en 1903, un important précurseur du Réveil gallois de 1904-1905, réveil associé au prédicateur du mouvement de sanctification Evan Roberts et un endroit où les doctrines de Jessie Penn-Lewis ont été propagées. Meyer enseignait que le Réveil gallois impliquait une restauration des dons miraculeux évoqués dans la première épître aux Corinthiens, chapitre 12, passage biblique où le parler en langues est mentionné. Il n’est donc pas surprenant que, lors de sa visite à Los Angeles, Meyer ait largement évoqué ce qu'il avait observé au Pays de Galles lors du Réveil gallois de 1904-1905. Son rapport a encouragé les futurs dirigeants du mouvement pentecôtiste, qui devait se propager à partir de 1906."

### «Adventisme»
En 1918, Meyer signa avec sept autres pasteurs le « Manifeste de Londres » affirmant que la seconde venue du Christ sur la Terre était imminente.

### Conception de l’historicité de la Bible
F.B. Meyer ne s’est pas opposé aux conceptions issues de l’étude scientifique et historico-critique de la Bible. Il considérait que, “le grand besoin de notre temps est que les grands penseurs religieux cessent de s’intéresser aux questions de critique textuelle pour se tourner vers la sphère spirituelle”, laissant la sphère intellectuelle aux laïcs.

### Attitude envers les religions non chrétiennes
Une particularité de F.B. Meyer, véritable ambassadeur itinérant de Keswick et du mouvement pour une Vie supérieure à travers le monde, a été sa conviction que les païens pouvaient directement bénéficier de sa prédication. F.B. Meyer pensait en effet que les non-chrétiens pouvaient être sauvés et avait pris l’habitude de s’adresser directement à eux, estimant que Dieu s’était déjà révélé à eux au travers de leur religion, que leurs prières et leurs larmes montaient vers Lui, et qu’ils n’avaient besoin que d’un « supplément de révélation » à travers le Christ. Il se déclarait “profondément convaincu que le travail premier de nos sociétés missionnaires est de découvrir les âmes… les indigènes non chrétiens… chez qui l’Esprit saint a déjà été à l’œuvre, les assurant dans l’étape qu’ils ont déjà atteinte, et ambitionnant de les emmener plus loin.”
Il racontait ainsi son accueil parmi les Hindous : "A l’issue d’un culte de l’après-midi dans l’une des grandes salles publiques de Bombay, un groupe d’hommes intelligents et réfléchis, tous des indigènes indiens non-chrétiens, se réunit autour de moi et me dirent que mon enseignement sur la vie intérieure, particulièrement sur le renoncement à soi, était différent de ce qu’ils avaient l’habitude d’entendre dire par les prédicateurs chrétiens, et était très proche de ce qui était enseigné dans leurs propres écrits religieux. (…) C’est intéressant de rappeler avec quelle ferveur ces non-chrétiens ont accueilli mes propos concernant ces vérités très élevées ou très profondes concernant la crucifixion de son ego pour permettre au Fils de Dieu d’entrer en soi.
Le texte suivant expose bien sa vision devenue très universaliste : “Non pas chez les Hébreux seulement, mais au sein de toutes les races, Dieu a appelé de grandes âmes… les grands prophètes et professeurs de l’Humanité… qui ont reçu Ses messages pour leurs contemporains et pour tous ceux qui ont suivi. Nous prononçons leurs noms avec respect, et reconnaissons leurs importantes contributions à l’histoire religieuse de l’humanité : Confucius, Bouddha, Zoroastre, Platon et les autres âmes prophétiques qui se sont élevées vigoureusement comme les Alpes au-dessus de leurs semblables, captant et réfléchissant la lumière de l’Eternel."

### Méditation silencieuse
F.B. Meyer avait développé une pratique d'écoute silencieuse quotidienne, qu'il expose dans son livre The Secret of Guidance. L'un de ses slogans est : "Ne laisse pas passer un seul jour sans sa période d'attente silencieuse devant Dieu" ("Let no day pass without its season of silent waiting before God.")

### Engagement social
F.B. Meyer appliquait les principes chrétiens à tous les maux sociaux tels que l’ivrognerie, la prostitution, les mères célibataires et les enfants abandonnés. Il organisait des campagnes de prévention contre ces maux. Une de ses campagnes les plus remarquées eut lieu en 1911 lorsqu’il réussit à faire annuler un combat le boxeur américain Jack Johnson et un adversaire britannique. Ce genre de campagne lui valut l’ironie et les attaques de la presse: un journal londonien le surnomma « Meyer, l’inquisiteur sentimentaliste » (“Meddling, Maudlin Meyer”).
Meyer s’engagea dans le mouvement dit du ruban bleu (pour la prohibition), l’œuvre dite “Pureté, Sauvetage et Tempérance” (Purity, Rescue, and Temperance) du Conseil des Églises libres du Sud et du Centre de Londres (Central South London Free Church Council) qui fermait des maisons de tolérance et conseillait les anciennes prostituées ; et dans la Société d’Aide et d’Adoption des Enfants des rues (‘’Homeless Children’s Aid and Adoption Society’’).

### Pacifisme
Quoique sans déclarer son pacifisme, F.B. Meyer agit pendant la Première Guerre mondiale en solidarité avec les objecteurs de conscience britanniques. En juin 1916, pour faire connaître leur situation tragique, il rendit visite aux objecteurs de conscience britanniques déportés en France par décision du Field Marshall Lord Kitchener qui voulait ainsi pouvoir les soumettre à toute la rigueur la justice militaire. F.B. Meyer fit cette démarche en collaboration avec le quaker Hubert Peet. Cela ne fut pas suffisant pour éviter à 35 d'entre eux d'être condamnés à mort par une cour martiale après de multiples mauvais traitements. (Ils furent toutefois sauvés par la mort accidentelle de Lord Kitchener dans un naufrage au large des Orcades, ce qui permit de commuer leur peine immédiatement à 10 ans d’emprisonnement).

## Fonctions officielles
- F.B. Meyer fut le président de l’Union des églises libres en Grande-Bretagne en 1904-1905 (National Federation of Free Churches).
- Il fut président de l’Union nationale des écoles du dimanche (National Sunday School Union) et l’union mondiale des écoles du dimanche (World Sunday School Union).
- Il fut président de la National Union of Christian Endeavor.
- Il fonda le collège missionnaire South London Missionary Training College[20].

## Hommages
Lors de son décès en 1929, F. B. Meyer fut décrit par « The Daily Telegraph » comme « l’archevêque des églises libres » (The Archbishop of the Free Churches) dans l’une de ses nécrologies.
Le journal américain, the New York Observer, le décrivit comme un homme à la "renommée internationale", dont "les services étaient constamment recherchés par les églises au travers du vaste et croissant empire du Christianisme".
Une biographie illustrée de F.B. Meyer a été publiée en 1929, avec une nouvelle édition quelques années plus tard. En 2007, une nouvelle biographie de Meyer est sortie, sous le titre F.B. Meyer: Si j’avais une centaine de vies, écrite par le professeur Bob Holman. Dans cet ouvrage, le député britannique Stephen Timms est cité décrivant F. B. Meyer comme un "homme à la popularité durable" et "pratiquement un socialiste chrétien".

## Postérité
L'influence de F.B. Meyer sur les grands évangélistes John Wilbur Chapman (en) (1859-1918) et Charles Spurgeon (1834-1892). Ce dernier déclara "Meyer prêche comme un homme qui a vu Dieu en face."
Frank Buchman (1878–1961), pasteur luthérien américain, fut influencé par F.B.Meyer. Buchman adopta cette pratique quotidienne du recueillement silencieux afin de rechercher et recevoir la « direction divine » sur tous les aspects de la vie, puis la diffusa très largement au travers du mouvement œcuménique de réveil, dit "Groupe d’Oxford" qu'il créa, et qui devint en 1938 le Réarmement moral, puis en 2001 Initiatives et Changement, s'ouvrant à toutes les religions comme aux non-croyants. Au moment de la mort de Frank Buchman, Karl Wick, rédacteur en chef du quotidien catholique de Lucerne Vaterland , écrivit : "Le silence du recueillement pratiqué dans les monastères, Buchman l’a introduit dans le cabinet du ministre, dans le bureau de l’industriel et l’atelier de l’ouvrier".
La Convention de Keswick, à laquelle F.B. Meyer consacra tant d'énergie, se poursuit encore aujourd'hui.

## Sources
- W.Y. Fullerton, F.B.Meyer: a biography, Éditeur : Marshall, Morgan, Scott, Londres, 1929
- Lettie Burd Cowman, Consolation, Éditeur : Oriental Missionary Society, Los Angeles, 1933
- Holman, Bob, F.B.Meyer: if I had a hundred lives, Éditeur : Christian Focus, Londres 2007
- Article sur F.B.Meyer dans The New Schaff-Herzog Encyclopedia of Religious Knowledge, Funk and Wagnalls Company, 1909